# 古玉芬
古玉芬（Esther Koo Yuk-Fun），女，香港电影出品人、监制。

## 出品人
- 掃毒2天地對決（2019）
- 熱血合唱團（2020）

## 監製電影
- 踏血尋梅（2015）
- 拆彈專家（2017）
- 毒。誡（2017）
- 脫皮爸爸（2018）
- 掃毒2天地對決（2019）
- 熱血合唱團（2020）
- 拆彈專家2（2020）[1][2]